# Paracles fervida
Paracles fervida là một loài bướm đêm thuộc phân họ Arctiinae, họ Erebidae.